# Friedrich Wehner (Politiker)
Friedrich Wehner (* 13. November 1890; † 1966) war ein Bremer Politiker (BDV, CDU) und Mitglied der Bremischen Bürgerschaft.  

## Biografie
Wehner war Direktor eines Unternehmens in Bremen.
Vom April 1946 bis 1947 war er Mitglied für die Bremer Demokratische Volkspartei (BDV) (Bremischer Vorläufer der FDP) in der ernannten und für die CDU in der ersten gewählten Bremischen Bürgerschaft und in Deputationen der Bürgerschaft tätig. 